# 阿苯达唑
阿苯達唑是一種苯並咪唑類的廣效驅蟲藥和抗原蟲藥，用於治療多種腸道寄生蟲感染，包括蛔蟲、蟯蟲、鉤蟲、鞭蟲、强直絲蚴、絛蟲、克隆蟲、嗜膽吸蟲、皮膚幼蟲、梨形鞭毛蟲和顎口線蟲等。
服用後常見的副作用有噁心、腹痛和頭痛。罕見但可能嚴重的副作用有骨髓抑制，通常在停藥後可改善。有發生肝炎的報導，對曾有肝臟問題的人會有更大的風險。此種藥物在澳大利亞屬於妊娠D級，表示孕婦服用可能會對胎兒造成傷害。
阿苯達唑於1975年被發明。它已被列入世界衛生組織基本藥物標準清單之中。
此藥物係透過口服方式給藥。

## 醫療用途
阿苯達唑可有效處理：
扁形動物門、線蟲動物門、梨形鞭毛蟲、微孢子蟲、顆粒性阿米巴原蟲與節肢動物的感染。
雖然阿苯達唑可有效處理多種寄生蟲，但美國食品藥物管理局（FDA）僅批准其用於治療狗絛蟲幼蟲引起的棘球蚴病和由豬隻絛蟲幼蟲引起的囊尾蚴腦病。

### 妊娠期間使用
阿苯達唑是澳洲D級妊娠（懷孕）藥物。個體在懷孕後頭三個月期間禁止使用，且應在受孕前一個月內避免使用。雖然針對懷孕大鼠和兔的研究顯示阿苯達唑具有致畸性，而人類在懷孕中期和晚期使用，對於胎兒屬於安全。然而在懷孕期間服用此藥物可能會導致嬰兒罹患皮膚炎。
對懷孕的狗施用阿苯達唑會導致出生小狗體重不足和唇腭裂。對鳥類施用此藥物，會導致其有較低的產蛋率和孵化率。
服用者分泌的母乳中會含有1.5%阿苯達唑代謝物 - 阿苯達唑亞氧化物（Albendazole sulfoxide），但嬰兒在哺乳過程中對其吸收作用很差，不太可能受到影響。

## 禁忌症
對苯並咪唑類化合物過敏者應禁用此藥物。

## 副作用

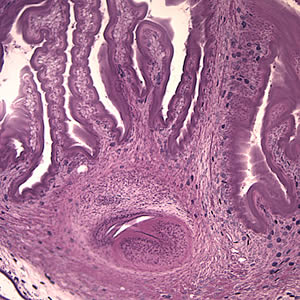
豬肉絛蟲囊腫近照。當囊腫破裂，幼蟲釋放出來時會引起發炎反應。

使用阿苯達唑者中有超過10%的人會經歷的常見副作用包含有頭痛和肝功能異常。
另外還有肝酵素升高、腹痛、噁心或嘔吐、頭暈或眩暈、顱內壓升高、腦膜病徵、暫時性脫髮、發燒、過敏性白血球減少症、肝炎、急性肝衰竭、急性腎損傷、不可逆的骨髓抑制和再生不良性貧血等。
接受視網膜神經囊蟲病治療的患者如果不先檢查眼囊尾蚴病，可能會導致視網膜受損，因為阿苯達唑會對現有病灶產生變化，而可能造成永久失明。

## 過量
由於阿苯達唑溶解度較低，通常無法被大量吸收後產生毒性。大鼠口服阿苯達唑的半數致死量（LD50）為2,500毫克/公斤。要用正常劑量的20倍才能令一隻羊死亡，需要正常劑量的30倍才能令一頭牛死亡。發生過量時對肝臟、睪丸和消化道的影響最大。出現的症狀為嗜睡、食慾不振、嘔吐、腹瀉、腸痙攣、頭暈和抽搐。沒有特定的解毒劑。

## 藥物交互作用
抗癲癇藥物卡馬西平、苯妥英和苯巴比妥可降低阿苯達唑亞氧化物的右旋對映異構血漿濃度和生物半衰期。
抗酸劑西咪替丁可提高血清中阿苯達唑濃度，延長阿苯達唑的生物半衰期，並讓膽汁中阿苯達唑亞氧化物的含量增加一倍。
另有幾種會與阿苯達唑交互作用的藥物：皮質類固醇、地塞米松、吡喹酮、左旋咪唑 、抗反轉錄病毒藥物，它也會與葡萄柚發生交互作用。

## 藥理學

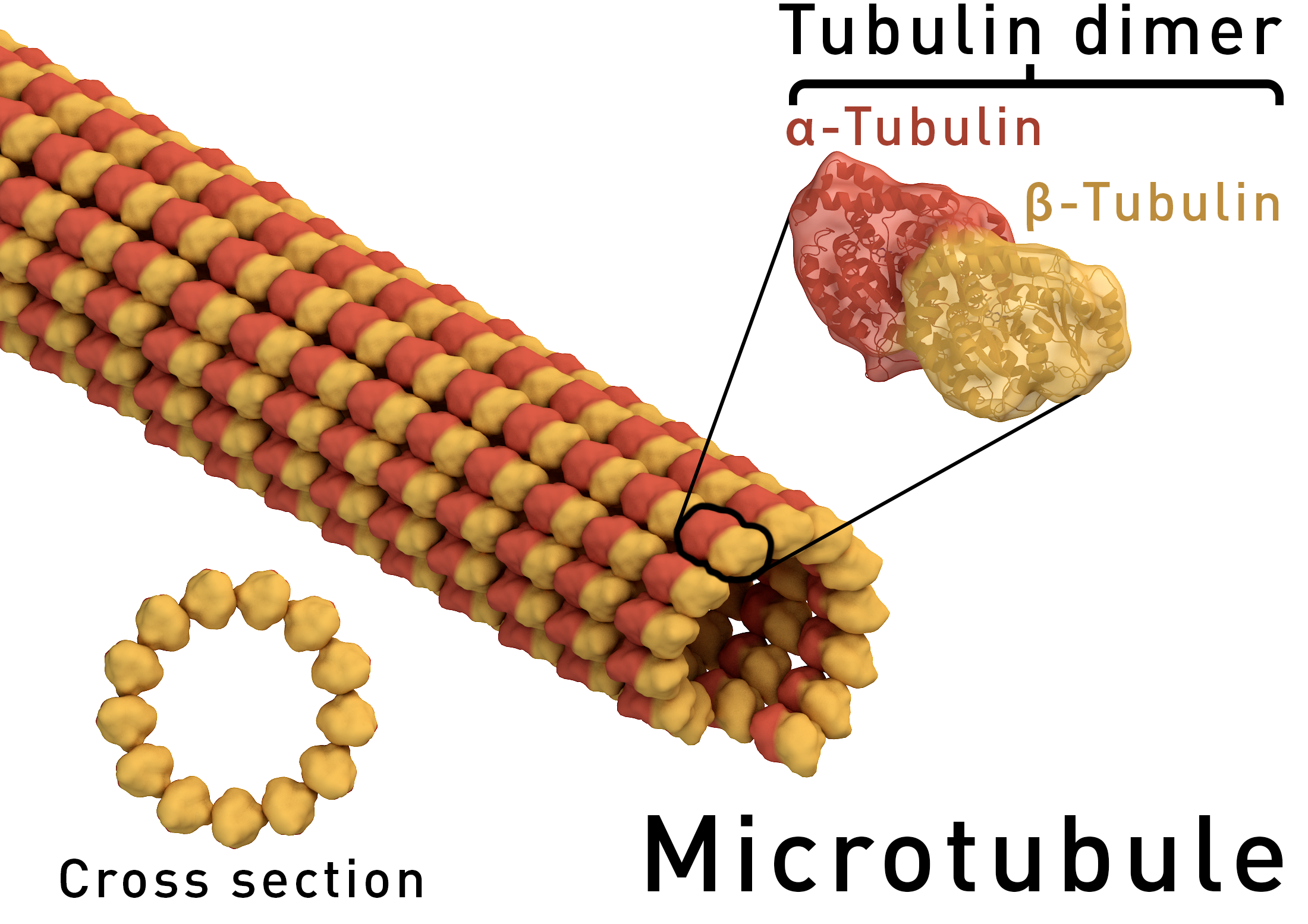
微管由α-和β-微管蛋白聚合物組成。微管由微管蛋白亞單位組成，在細胞中具有運輸、支撐和細胞分化等重要功能。

### 作用機制
阿苯達唑的驅蟲作用是透過與寄生蟲腸道細胞的β-微管蛋白秋水仙素敏感位點結合，導致其腸道細胞發生退化性改變，而抑制微管組成（它與寄生蟲的β-微管蛋白的結合比與哺乳動物的結合得更好）。
有些寄生蟲具有一組不同構成β-微管蛋白的酸素，可降低阿苯達唑的結合親和力，而產生對阿苯達唑的某些抗性。有些寄生蟲（尤其是絲狀原蟲）會與沃爾巴克氏體共生。從這些絲狀原蟲中消除沃爾巴克氏體，通常可導致宿主死亡，或是不孕。

### 藥物動力學
口服阿苯達唑的吸收率會因物種而異，人類可成功吸收1-5%，大鼠可吸收20-30%，而牛可吸收50%。

阿苯達唑及其亞氧化物的代謝過程。

阿苯達唑與其他並咪唑類藥物一樣，不會留下殘留作用，因此對個體再次受感染的防護效果較差。

## 歷史
阿苯達唑由Robert J. Gyurik和Vassilios J. Theodorides兩位發明，於於1975年取得美國專利，之後將其轉讓給葛蘭素史克藥業。此藥物於1977年引入澳大利亞作綿羊驅蟲藥使用，並於1982年註冊供人類作醫療用途。

## 社會與文化

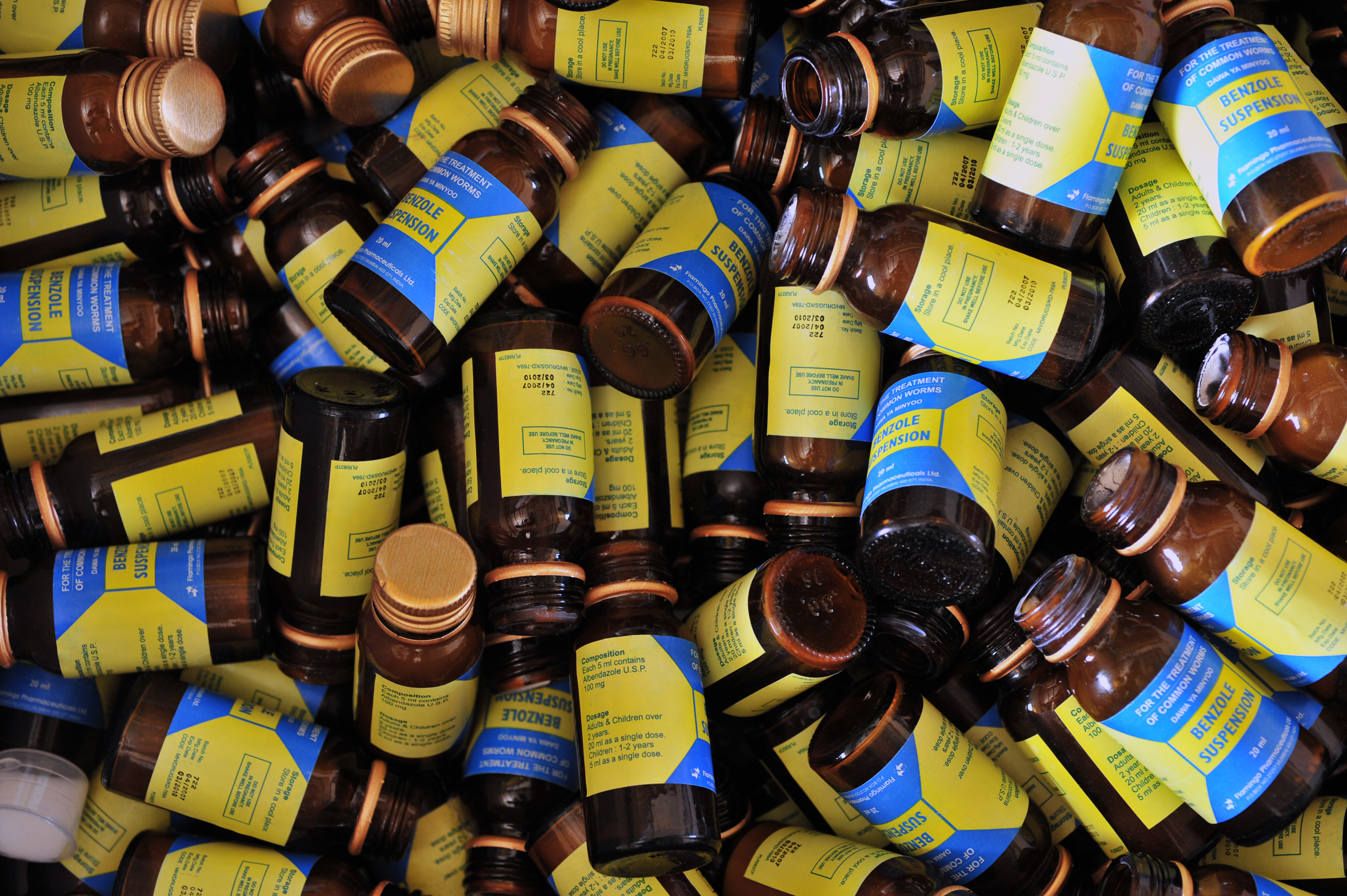
於非洲遭棄置的阿苯達唑藥物空瓶。

### 品牌名稱
阿苯達唑的品牌名稱有：Albenza、Alworm、Andazol、Eskazol、Noworm、Zentel、Alben-G、ABZ、Cidillo、Wormnil等。

### 經濟學
美國藥業Amedra公司在購入生產阿苯達唑的權利後將價格提高，不像一般通用名藥物上市會將價格降低的做法，而招致患者權利倡導者的批評。
葛蘭素史克於2013年捐贈7.63億顆阿苯達唑片劑，提供開發中國家以治療和預防寄生蟲感染，總計自1998年開始，由葛蘭素史克與製藥同業捐贈的阿苯達唑片劑總數超過40億片。

## 研究
阿苯達唑和相關化合物或代謝物，如阿苯達唑磺酮 (ALB-SO2) 透過尚未知、可能與FtsZ相關的機制而具有抗菌作用。可抑制沃爾巴克氏體和結核桿菌的分裂（長成長"絲"狀，卻無法分裂）。由於馬來絲蟲依賴共生的沃爾巴克氏體，表示阿苯達唑同時針對寄生蟲及其重要共生體發揮作用。

## 獸醫用途
阿苯達唑主要用於為牛和羊驅蟲，但也在貓和狗身上發現一些作用，它也用於為鳥綱下的古顎下綱（如鴕鳥之類的走禽）驅蟲。也作仿單標示外使用，用來為山羊和豬驅蟲。
阿苯達唑在反芻動物中具有更高的生物利用度，一些阿苯達唑亞氧化物在返回瘤胃時，被瘤胃中微生物群還原為阿苯達唑，值得注意的是微生物群落更傾向利用右旋對映異構作為基底進行還原反應。貓和狗無如反芻動物的瘤胃，有時需施用更高的劑量，或更頻繁給藥。在狗體內，經12小時後即檢測不到血漿中有阿苯達唑亞氧化物，但在綿羊和山羊體內，約在三天內仍可檢測到。

### 屠宰前停藥
肉牛在屠宰前須有27天的停藥期，以避免屠體中有阿苯達唑藥物殘留。